# Momentenlijn

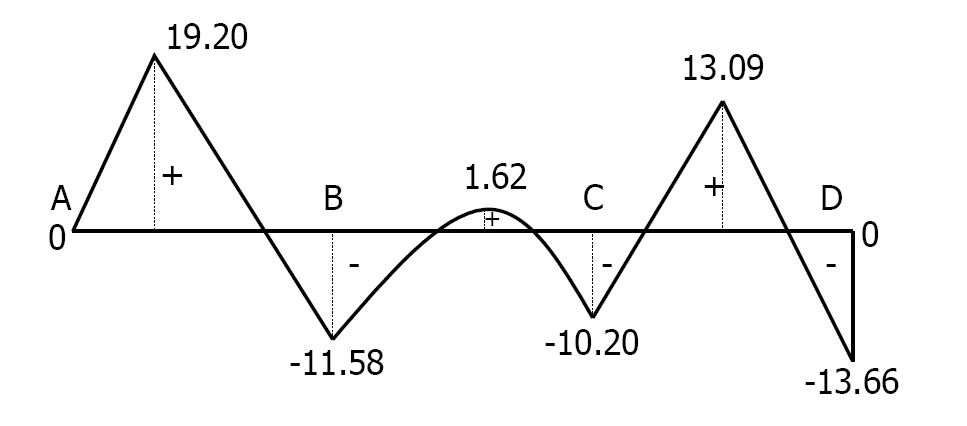
Voorbeeld momentenlijn van een statisch onbepaalde constructie. Positieve en negatieve momenten zijn hier omgekeerd aangegeven van wat in Nederland gebruikelijk is.

Een momentenlijn is in de mechanica een diagram met de berekende of gemeten momenten in een dimensie (bijvoorbeeld lengterichting) van een plaat, ligger of balk. De richting waarop het moment werkt, wordt in een diagram met een + ('bolle kant onder') of - ('bolle kant boven') aangegeven. De figuur laat zien dat voor elke doorsnede een moment (en richting daarvan) bekend is. 
De momentenlijn is alleen afhankelijk van de afmetingen van en de belasting op de constructie en onafhankelijk van de toe te passen materialen. Wanneer er bijvoorbeeld een gewapend betonbalk wordt toegepast kan aan de hand van de momentenlijn en de materiaaleigenschappen van het beton en wapeningsstaal de afmeting van de balk en de hoeveelheid benodigde wapening berekend worden. 
Als de momentenlijn en de gebruikte materialen bekend zijn, kan de doorbuiging worden berekend. De doorbuiging is door de elasticiteitsmodulus wél afhankelijk van de gekozen materialen.
Afhankelijk van de belasting kunnen verschillende momentenlijnen worden getekend die op een ligger werken. Die zullen anders zijn bij een puntlast dan bijvoorbeeld bij een gelijkmatige belasting over de gehele ligger. Belangrijke vormen zijn:
- Rechthoekig: treedt op bij momenten aan het begin/einde van de ligger, verder geen belastingen.
- Driehoekig: treedt op bij een puntlast
- Parabolisch: treedt op bij gelijkmatig verdeelde belasting

Verschillende combinaties van deze belastingen zijn ook mogelijk, waardoor er verschillende vormen momentenlijnen ontstaan. Zie Superpositie (natuurkunde).